# Kentucky Derby 1876
Kentucky Derby 1876 var den andra upplagan av Kentucky Derby. Löpet reds den 15 maj 1876 över 1,5 miles. Segrande hästen Vagrant sprang med bara 97 punds vikt, en av de lättaste vikterna som en segrande burit i Derbys historia.

## Resultat
| P  | S | Häst          | Jockey              | Tränare        | Land | Tid     |
| -- | - | ------------- | ------------------- | -------------- | ---- | ------- |
| 1  | 4 | Vagrant       | Robert Swim         | James Williams | USA  | 2:38.25 |
| 2  |   | Creedmore     | D. Williams         |                | USA  |         |
| 3  |   | Harry Hill    | J. Miller           |                | USA  |         |
| 4  |   | Parole        | P. Sparling         |                | USA  |         |
| 5  |   | Germantown    | W. Graham           |                | USA  |         |
| 6  |   | Lizzie Stone  | W. James            |                | USA  |         |
| 7  |   | Marie Michon  | Stradford           |                | USA  |         |
| 8  |   | Bombay        | William Walker      |                | USA  |         |
| 9  |   | Red Coat      | Lloyd Hughes        |                | USA  |         |
| 10 |   | Leamingtonian | Raleigh Colston Sr. |                | USA  |         |
| 11 |   | Bullion       | M. Kelso            |                | USA  |         |